# Caeneressa rubrozonata
Caeneressa rubrozonata är en fjärilsart som beskrevs av Gustave Arthur Poujade 1886. Caeneressa rubrozonata ingår i släktet Caeneressa och familjen björnspinnare. Inga underarter finns listade i Catalogue of Life.